# Kenneth Davidson
Kenneth Richard „Ken“ Davidson (* 24. Dezember 1905 in Calverley; † 25. Dezember 1954 in Prestwick) war ein US-amerikanischer Badmintonspieler schottischer Herkunft, der auch für England startete. Seine Ehefrau Connie Davidson war auch eine erfolgreiche Badmintonspielerin und -trainerin.

## Karriere
Kenneth Davidson machte sich insbesondere um die Popularisierung des Badmintonsports verdient. Neben seinen sportlichen Erfolgen und der Publikation eines Fachbuchs und einiger Badminton-Videos tourte er mit einer Badminton-Comedy-Show durch mehrere Länder. Er starb einen Tag nach seinem 49. Geburtstag am 25. Dezember 1954 bei einem Flugzeugunglück bei Prestwick. Ihm zu Ehren wird vom Verband USA Badminton der Ken Davidson Award verliehen. 2004 wurde Davidson posthum in den USA Badminton Walk of Fame aufgenommen. 

## Sportliche Erfolge
| Saison | Veranstaltung                     | Disziplin | Platz | Name                           |
| ------ | --------------------------------- | --------- | ----- | ------------------------------ |
| 1934   | Schottland: Einzelmeisterschaften | Mixed     | 1     | K. R. Davidson / J. R. Stewart |